# Полёт (стадион, Нижний Новгород)
Список статей, названия которых начинаются с «Авиазавод»
«Полёт» — футбольный стадион в городе Нижний Новгород, бывшая домашняя арена местного футбольного клуба «Волга», вместимость 4000 зрителей. Принадлежал местному авиазаводу.

## Спортивные мероприятия
До 2009 года на этом стадионе проводил свои домашние матчи футбольный клуб «Волга». С 2009 года он проводил свои матчи на «Локомотиве», а «Полёт» являлся тренировочной базой клуба. В июне 2009 года после работ по улучшению газона стадиону была присвоена вторая категория (разряд «Е»).
В 2011 и 2012 годах в молодёжном первенстве России команда «Волги» играла на стадионах «Полёт» и «Северный».

## Адрес
603035, Нижний Новгород, Московский район, улица Чаадаева, д. 16а. тел. 272-08-43

## Транспорт
- троллейбусы: № 3, 15
- маршрутные такси: № т-45, т-65, т-76, т-18
- автобусы: А-3, А-12, А-45, А-65, А-57 до остановки «Стадион Полет»
- трамваи: № 6, 7 до остановки «Улица Ярошенко»